# بول فانكور ايمز
بول فاكنورآيمز (11 آب 1915 دايتون، اوهايو – 26 تشرين الأول 2004 شابكوا، نيويورك) وهو مؤسس شركة أغذية الحيوانات الأليفة (آيمز).
تخرج آيمز من جامعة ولاية أوهايو في عام 1937، وباع أغذية الكلاب خلال فترة الكساد الكبير. وعلم حينها أنه حتى الازمات الاقتصادية الشديدة لن تمنع مربي الحيوانات الأليفة من شراء طعام لها.
وكان هذا مصدر الهام لآيمز الذي كان يرى أن معظم مربي الحيوانات يطعمون حيواناتهم الأليفة بقايا طعامهم أو مزيجا من وصفاتهم الخاصة وبصفته أخصائي تغذية حيوان متعلم ذاتيا، أسس آيمز شركته عام 1946 وبحلول عام 1950 أعد وصفاته الخاصة في مصنعه في دايتون.
باع آيمز حصته في الشركة إلى شريكه في العمل عندما تقاعد في عام 1982، والذي هو الآخر قد باع الشركة لبروكتر وغامبل في عام 1999.
ولد بول آيمز في دايتون بولاية أوهايو في 11 آب 1915. كان أحد الرياضيين الموهوبين في المدرسة الثانوية وفاز ببطولة ولاية أوهايو للتنس عام 1933. وفي عام 1937، تخرج من جامعة ولاية أوهايو وأصبح مهتمًا بالعمل في أغذية الحيوانات الأليفة عندما  عمل مع والده هاري الذي كان سمسارا لبيع الحبوب. انضم إلى شركة بروكتر وغامبل في عام 1938 وكان بائعًا ناجحًا في مجال الصابون وذلك قبل انضمامه إلى القوات البحرية في الحرب العالمية الثانية.
قرر آيمز بعد انهاء خدمته أن يصنع طعام حيوانات عالي الجودة، وذلك  بناء على نظريات وأبحاث تغذية خاصة به، وكان مقتنعا أن هناك سوقا قوية متخصصة لغذاء الكلاب المتكامل. وكان أغلب زبائنه من الأطباء البيطريين من الغرب الأوسط ومربي الكلاب. في عام 1950 افتتح مصنعه في دايتون، اوهايو بخمسة موظفين، وأسمى أول منتج غذاء كلاب له بآيمز 999 إشارة إلى أنه قريب للمثالية. وقدم خلال التسعة وعشرون عاما الذي ترأس فيها شركة آيمز، الطعام المسمى آيمز بلس وآيمز تشنكس ويوكانوبا. كما أنه ابتكر الكثير من الأشكال الأولية لمنتجات شركته بنفسه. استخدم الاسم يوكانوبا بالإنجليزية والذي انتشر بالاربعينيات لوصف شيء فائق، كما أنه أحب مزيج اللونين الاخضر والبنفسجي والذي  كان غريبا في حينها، أما الآن فهما دلالة مميزة لمنتجاته. اعتٌبر السيد آيمز بحلول عام 1974 هيئة عالمية مؤثرة بحد ذاتها في تعذية آكلات اللحوم. وذلك بفضل جودة منتجاته الغذائية العالية التي تركت بصمتها في سوق اغذية الحيوانات الاليفة، في عام 1980 باع السيد آيمز شركته إلى كلاي ماتيل الذي كان قد انضم سابقا إلى الشركة وكان شريكا وصديقا له. وفي عام 1999 باع الأخير شركة آيمز لبروكتر وغامبل. في عام 1987، جرى افتتاح مركز فني تابع لبول آيمز في  لويسبورج، أوهايو وهو منشأة ابحاث متطورة مخصصة للبحث في الاحتياجات العاطفية والمادية للحيوانات الاليفة.
توفي بول آيمز عن عمر يناهز 89 عاما، يوم الثلاثاء، 26 تشرين الأول، 2004 في تشاباكوا، نيويورك. وكان قبل ذلك بشهر قد عاش في صن سيتي ويست، أريزونا حيث تقاعد في عام 1982 مع زوجته، والراحل جين لاندوم، الذي توفي في عام 1996. نجا بفضل شقيقته الصغرى نانسي آيمز إغبرت وأطفاله الثلاثة بول آيمز وباربارا آيمز كورين وكاري تيرادا وسبعة أحفاد.
مصادر أخرى:
شركة آيمز
بول آيمز في موقع العثور على قبر